# Heilandskirche
La Heilandskirche, ou église du Saint-Sauveur (nom officiel : Heilandskirche am Port von Sacrow; sceau en latin : S(igillum) Ecclesiae sanctissimi Salvatoris in portu sacro), est une église luthérienne située sur la rive de la Havel à Sacrow, un quartier de Potsdam en Allemagne. Construite en 1844 d'après les plans de Ludwig Persius dans le style italien apprécié du roi Frédéric-Guillaume IV de Prusse, l'église se trouvait dans la zone des installations frontalières du mur de Berlin à partir de 1961. Après la réunification allemande en 1990, le bâtiment a été complètement restauré et fait aujourd'hui, ensemble avec le château de Sacrow, partie des châteaux et parcs de Potsdam et Berlin, un site inscrit du patrimoine mondial de l'UNESCO.

## Historique

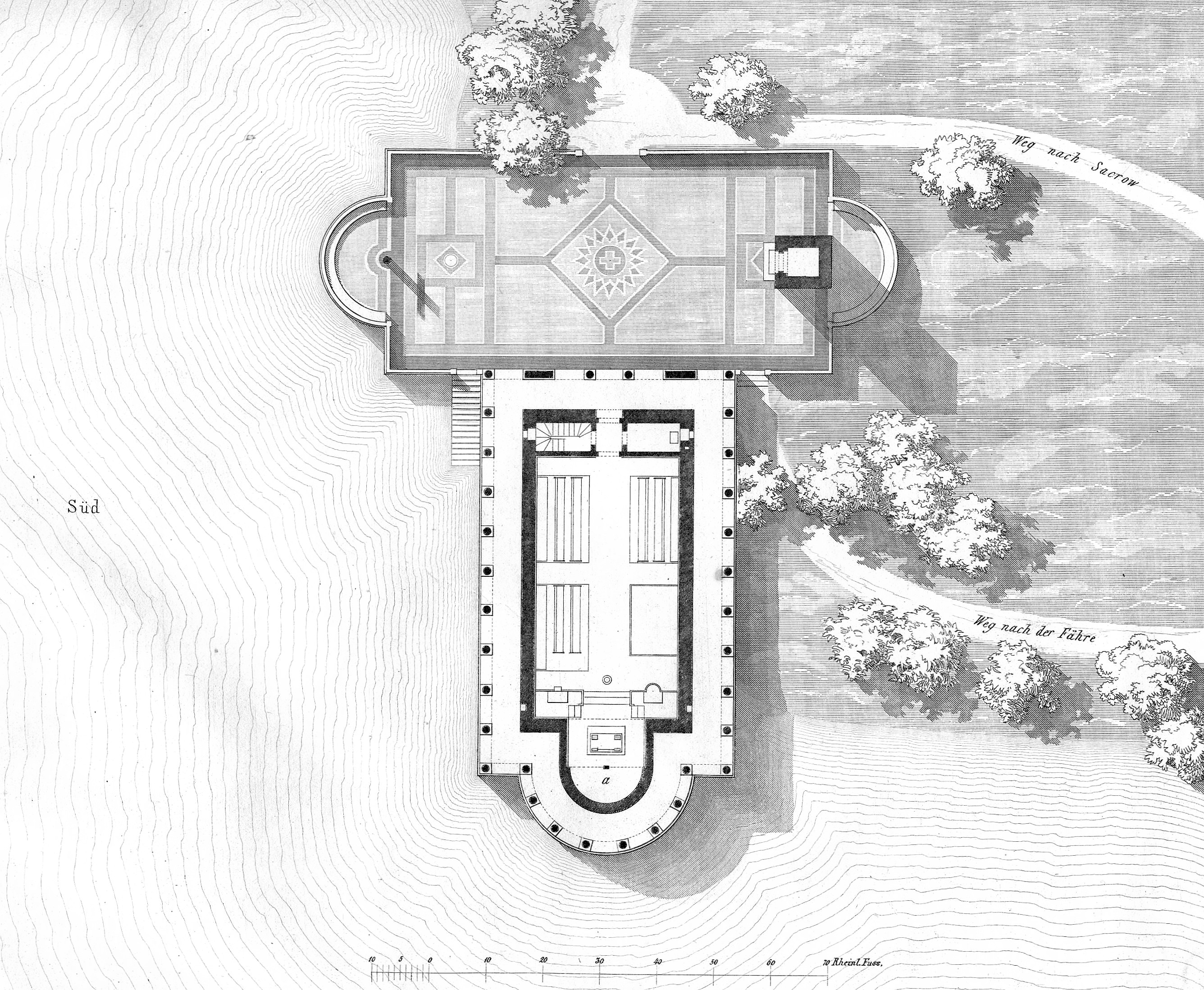
Vue en plan, 1845.

L'église a été créée sur une terrasse qui s'avance dans le Jungfernsee (« lac de la Vierge »), au nord de Potsdam et du pont de Glienicke, faisant partie de la rivière Havel qui coule le long de sa rive sud-est. Elle appartenait au parc du château de Sacrow, construit en 1773 comme résidence pour Johann Ludwig von Hordt (Hård), lieutenant-général suédois dans les services de l'Armée prussienne. Les jardins du château ont été transformés et agrandis par Peter Joseph Lenné dans les années 1840.
L'ancien village de Sacrow (de polabe : za krowje, « derrière le buisson ») avait une église filiale qui était devastée pendant la guerre de Trente Ans au XVIIe siècle, puis fut démolie en 1822. En octobre 1840, le domaine a été acquis par Frédéric-Guillaume IV pour le gouvernement royal prussien à Potsdam. Le roi dessine lui-même des esquisses d'un édifice religieux avec un campanile et en confie la construction à l'architecte de la cour Ludwig Persius et à son employé Ferdinand von Arnim. Le chantier se trouve sur les rives parsemées de roseaux, à trois cents mètres du château de Sacrow, où le roi venait en séjour. Cette construction exigeait la mise en place d'une fondation complexe sur pieux ; les travaux ont débuté en 1841. 
La cérémonie d'ouverture eut lieu le 21 juillet 1844. L'église au bord de l'eau fut parfois surnommée le bateau. Peter Joseph Lenné réalisa le paysage environnant, comportant des grandes allées et des angles de vues sur le château de Glienicke, le parc de Babelsberg et les châteaux de Potsdam.

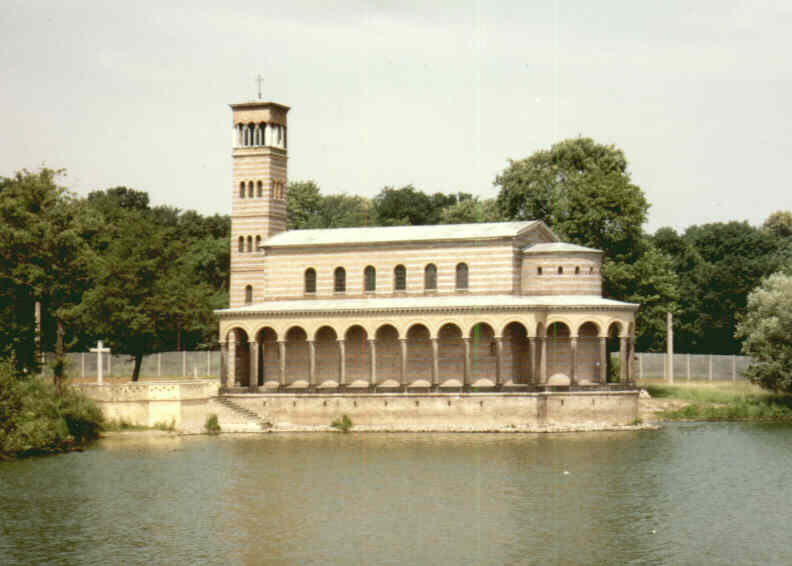
Vue de l'église en 1990, avec les installations frontalières.

Avec la construction du mur de Berlin en 1961, le bâtiment se trouvait en milieu de la ligne mortelle à la frontière interallemande entre la République démocratique allemande (RDA) et Berlin-Ouest. L'intérieur de l'église fut détruit par les troupes frontalières. Après de longues négociations à l'initiative de Richard von Weizsäcker, à ce temps maire de Berlin-Ouest, l'extérieur a pu être restauré en 1984 et la détérioration s'est arrêtée. Après la chute du mur, le premier service divin de la fête de Noël dans l'église est célébré le 24 décembre 1989.

## Liens externes

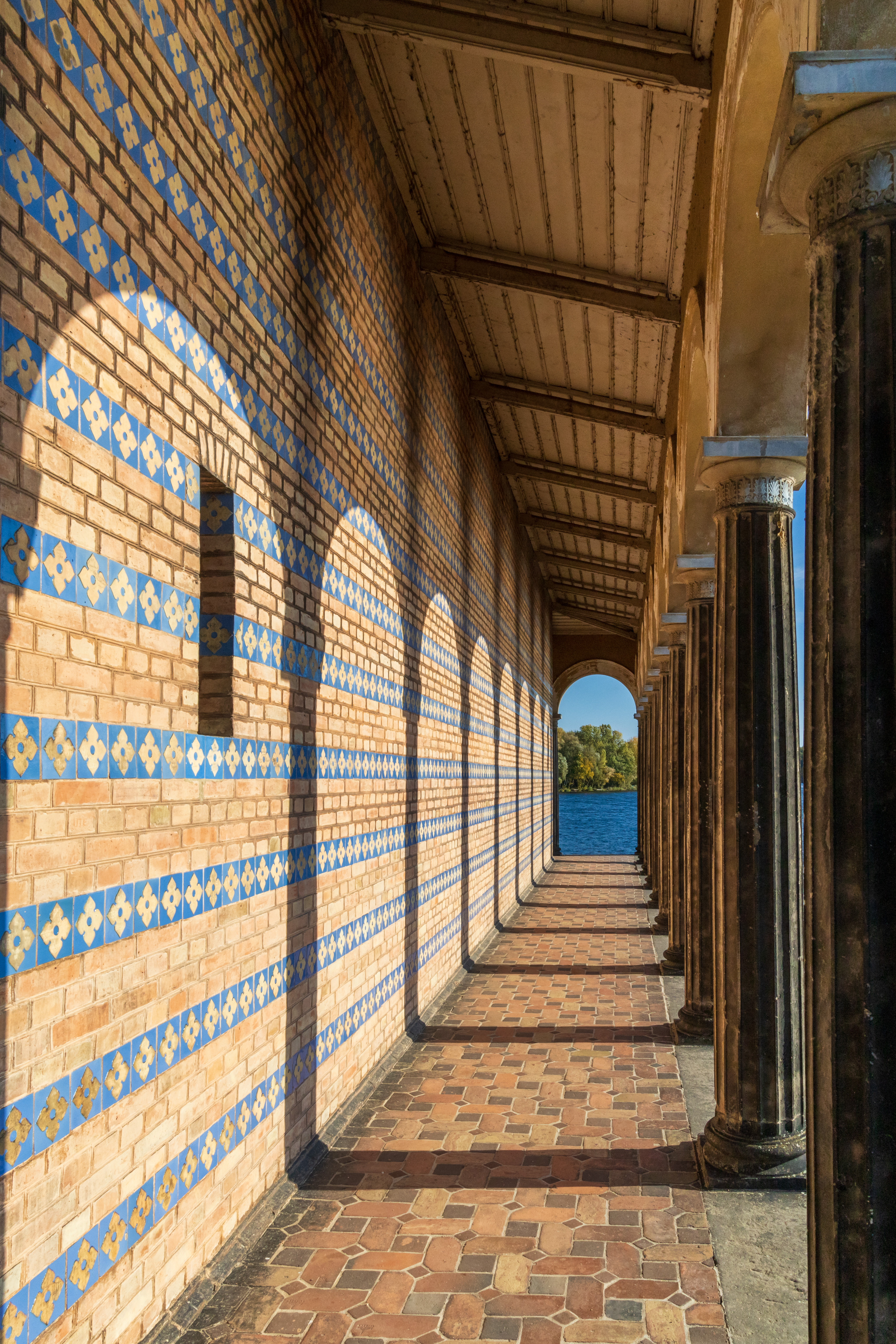
Les arcades de la Heilandskirche. Octobre 2020.